# Polynoncus bifurcatus
Polynoncus bifurcatus är en skalbaggsart som beskrevs av Patricia Vaurie 1962. Polynoncus bifurcatus ingår i släktet Polynoncus och familjen knotbaggar. Inga underarter finns listade i Catalogue of Life.